# Barway
Barway is een dorp in het Engelse graafschap Cambridgeshire. Het dorp ligt in het district East Cambridgeshire en telt ca. 120 inwoners.